# Надутост трбуха
Надутост трбуха, метеоризам, флатуленција, ветрови (народни израз), је осећај напетости или пуноће у трбуху праћен избацивањем гасова, као последица накупљања велике количине гасова у шупљинама трбушне дупље. Надутост трбуха је само један од симптомa који прати неке органске промене у организму.
Све већи број људи данас пати од тегоба у виду надимања и повећане количине гасова у цревима - флатуленција. Овај поремећај није само социјално ометајући и непријатан симптом већ може особи стварати грчеве и болове, а може имати и штетне последице по организам пилота и астронаута у току њиховог боравка на великим висинама, у зони сниженог атмосферског притиска. Исте тегобе могу имати и неке друге професије (рониоци, кесонски радници, медицинки техничари у барокоморама итд.), који су изложени честим променама барометарског притиска.

## Етиологија
Надутост трбуха најчешће је последица брзог начина живота и лоших навика при јелу. Свака особа има одређену количину гасова у цревима, који настаје на један од следећих начина;
- Гутањем ваздуха у току узимања хране, (аерофагија)
- Ослобађањем СО2 - (угљен-диоксида) и Н+ -(водоника), који настаје под утицајем желудачне киселине и ензима на храну у желуцу.
- Ослобађањем НСО (из панкреаса)
- Разлагањем угљених хидрата и других органских материја, бактеријама у цревима, ствара се већа количина гасова
- Дифузијом гаса из крви у лумен црева
- Код лошег варења (нпр. дисфункција панкреаса и јетре), повећана је количина гасова у цревима.

## Патофизиологија
На варење хране имају утицаја желудачна киселина ензими желуца и црева и жуч. Ове супстанце се луче под утицајем хране или распадних продуката хране врло прецизним редоследом. Редослед као и количину излучених супстанци потребних за варење може пореметити лош састав унете хране, пребрзо и халапљиво гутања или преобилан унос хране итд. Главни механизми у настанку надутости су;
1. Аерофагиа или гутање ваздуха је;
- Неуротска навика, која је често одраз нерешених унутрашњих сукоба (психосоматски поремећаји)
- Неправилан начин жвакања и гутања хране, са којом се гута и већа количина ваздуха.

2. Поремећај пасажа у цревима, ремети протока гасова због;
- Прираслица (адхезије у цревима)
- Функционалних поремећаја: спазам црева, посебно леве флексуре (кривине) дебелог црева, ("синдром леве флексуре")
- Дневних осцилација у пасажи: од јутра према вечери симптоми надутости расту.

3. Повећано умножавање бактерија доводи до повећаног стварања гаса у цревима, (интраинтестинални гас); 
- Када је храна богата превеликом количином баластних материја (целулозом у виду хлеба од пуног зрна мекиња, купуса, кеља, ротквица и сл) или угљеним хидратима, долази до повећаног стварања гасова
- Генетички поремећај у дебелом цреву праћен лошом апсорпцијом.
- Конзумирање дијеталних влакана
- Бактеријска инфекција црева
- Гастроинтестинална диспепсија изазвана нетолеранцијом на млеко и млечне производе
- Злоупотреба Сорбитола, као замене за шећер,
- Поремећаји у раду панкреаса.[4]
- Употреба неки лекова (антибиотици, етерична уља, лаксативи, ацетилцистеин, препарати гвожђе) могу нарушити бактеријску флору у цревима уз неконтролисано умножавање патогених бактерија.

4. Смањена ресорпција гаса из црева, је такође један од узрока надутости због; 
- Илеуса (везана црева) који нарушава проток и умањује ресорпцију гаса кроз зид црева
- Инсуфицијенција десног срца
- Оштећење артериовенске циркулације јетре изазвано цирозом.

5. Функционална и органска обољења дигестивног система, често су узрок надутости као што су;
- Недостатак ензима панкреаса,
- Гастритис,
- Интолеранција (неподношење) лактозе,
- Улцерозни колитис,[5]
- Кронова болест,[5]
- Поремећаја функције црева - иритабилни колон.[6]

Један део гасова се нормално апсорбује из црева, а један део се избацује напоље у виду флатуса-прдежа. Када је апсорпција гасова смањена, а њено стварање повећано, или пражњење црева отежано због затвора долази до појаве надутости - метеоризма.

## Састав гасова у флатусу
Азот је главни гас код надутости, уз угљен-диоксид, који је присутан у вишим количинама од оних који се уносе испијањем газираних напитака. У појединим случајевима у гасу се може налазити комбинација водоника и метана што представља опасну смешу гасова која при неким електрохируршким интервенцијама или током боравка у средини богатој кисеоником (као што је боравак у хипербаричним коморама) може експлодирати. Међутим савремена средства за припрему болесника пре интервенције су ову опасност практично отклонила, а и метан није заступљен код свих људи у флатусу. 
У једној студији у измету, од девет одраслих, само пет узорака садржавало је материје способне за производњу метана. Слични резултати се налазе у узорцима добијеним анализом гаса у ректуму. 
Главне компоненте гасова у флатусу у проценту су; 
- Азот - 20% - 90%
- Водоник - 0% - 50%
- Угљен-диоксид - 10% - 30%
- Кисеоник - 0% - 10%
- Метан - 0% - 10%

Током елиминације у спољну средину флатус има непријатан мирис, који је углавном резултате ниске молекуларну тежине масних киселина, као што су; бутерна киселина (бутер има ужегао мирис) и сумпора односно његових деривата, као што су водоник сулфид (мирис покварених јаја) и карбонил сулфид. Непријатан мирис може бити узрокован и присутношћу микрофлоре и великог броја бактерија и њиховог присуства са изметом у ректуму.

## Феномен надутости трбуха у ваздухопловству
Појава гасова у шупљим органима трбуху, код пилота, астронаута и особа које бораве у хипобаричним барокоморама, може изазавати знатан утицај на ток дисања често праћен јаком нелагодношћу и интензивним болом у трбуху. Такође овај проблем могу да имају и рониоци, кесонски радници и особе које се лече у хипербаричним барокоморама током изрона. 
Количина гаса није подједнака у свим трбушним органима. Највећа количина је у желуцу и доњим партијама црева (дебело и завршно црево-ректум), и износи 150-500 ml. 
Почев од 4.920 m висине јављају се прве тегобе изазване ширењем гасова у трбуху. На висини од 10.000 метара гас у трбуху има 4 пута већу запремину него на нивоу мора, На тој, и већим висинама надутост може имати за последицу подизање дијафрагме (пречаге) и ремећење нормалног процеса дисања. Уколико пилот на тим висинама удише преко кисеоничке маске кисеоник под натпритиском поремећаји у грудном кошу су још интензивније. Даље овај гас може да изазове и рефлексну вазомоторну реакцију коју прати; знојење, пад крвног притиска, све до губитка свести. Ако је слузокожа црева преосетљива, због надражаја или дејства алергена из хране, тада и минималне количине гаса могу довести до појаве јаких болова. Појава ових поремећаја може значајно да утиче на безбедност управљања летелицом, а због тренутног поремећаја свести може изазвати и катастрофу. 
Сличне појаве имају и рониоци, кесонски радници и особе које бораве у хипербаричним коморама на већим дубинама током изрона. Са спуштањем испод површине мора због пораста амбијенталног притиска долази до сабијање гаса у шупљим органима трбуха, што обично не причињава тегобе. Али са повратком на површину (изрон) и пада амбијенталног притиска, долази до наглог ширења гаса у трбуху који изазива сличне тегобе као код пилота.
| Барометарски притисак (mmHg) | Висина (мет.) | Релативни волумен гаса (лит.) |
| ---------------------------- | ------------- | ----------------------------- |
| 760                          | 0             | 1                             |
| 520                          | 3200          | 1,5                           |
| 350                          | 6500          | 2,4                           |
| 226                          | 9800          | 4,0                           |
| 141                          | 13.200        | 7,6                           |
| 87                           | 16.390        | 17,0                          |
| 54                           | 19.700        | 102,0                         |

Превентивне мере; 
- Редовном контролом здравственог стања, благовремено открити поремећаје и болести које могу утицати на надутост трбуха, а лицима код којих се открију ови поремећаји привремено забранити боравак у атмосфери повишеног или сниженог притиска.
- У време летења, роњења, боравка у кесонима и барокоморама, избегавати употребу хране за коју је познато да надима, хране која иритира слузокожу дигестивног тракта и конзумирање газираних напитака.
- У случају тегоба, опробаним методама, (подригивањем и избацивањем гасова преко ректума), настојати да се са променом амбијенталног притиска из дигестивног тракта избаци што већа количина гаса, што доводи до изједначавања притиска у шупљим органима трбуха са околним притиском и престанка тегоба.

## Лечење

### Примена лекова
За лечење надутости користе се; 
- Препарати који везују гасове (Диметикон)
- Спазмолитици или препарати који смањују грчеве
- Биљни лековити препарати из групе карминатива, који смањују надутост и стимулишу варење.

### Конзервативно лечење
- Топле купке или термофор на трбуху
- Масирање трбуха у смеру кретања казаљке на сату почевши од доњег десног дела трбуха навише затим испод ребара налево и потом наниже до доњег левог дела трбуха у трајању од око 5 минута.
- Примена чаја од камилице или нане са кимом и/или анисом.[8]